# 2720 Pyotr Pervyj
2720 Pyotr Pervyj је астероид главног астероидног појаса чија средња удаљеност од Сунца износи 2,330 астрономских јединица (АЈ).
Апсолутна магнитуда астероида је 13,9.